# 小富卡山
46°35′09″N 8°24′23″E / 46.58573°N 8.40629°E

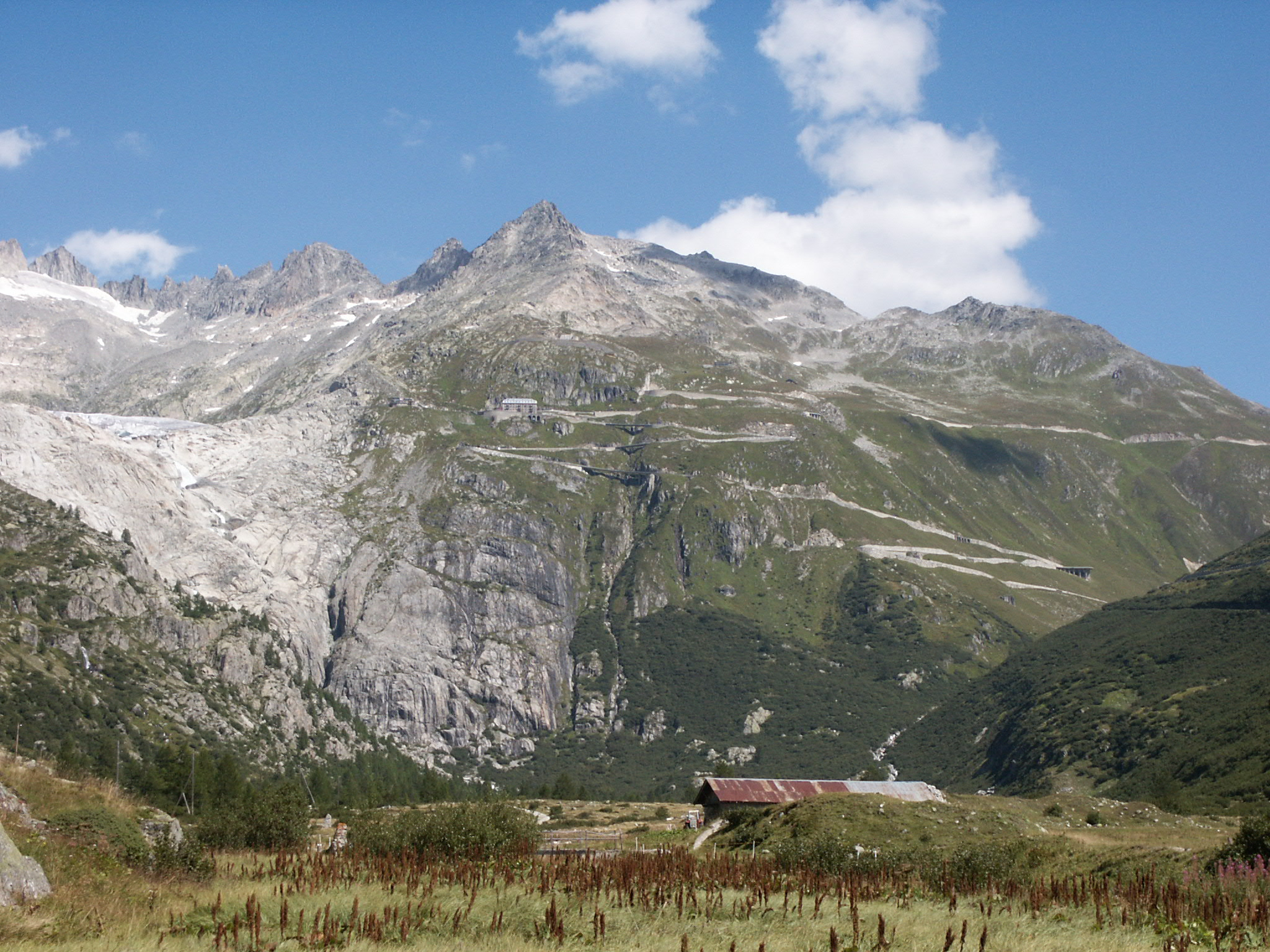

小富卡山（Klein Furkahorn），是瑞士的山峰，位於該國中南部，處於瓦萊州和烏里州接壤的邊界，屬於烏里山的一部分，海拔高度3,026米，人類在1836年8月10日首次登頂。